# Tabor brezpravnih
 Tabor brezpravnih  je neobjavljena drama Jožeta Vombergarja iz leta 1947.

## Osebe
- Stane, Ludvik, študenta
- Černe, Jamnik, uradnika
- Dana
- Mejač

## Vsebina
V taborišču Stane in Ludvik preganjata čas s šahom in pogovorom; Stane je realist, ve, da izgnanci nimajo nobenih pravic in da so odvisni od volje komandanta taborišča, Ludviku pa se zdi to nepravično: Angleži so krivi njihove nesreče, njihova dolžnost bi bila, da jim z nečim povrnejo! Drugi se zabavajo po svoje, Černe in Jamnik se igrata uradnike, nekateri posedajo v kantini, Mejač si prizadeva razbiti slovensko skupnost. Zato nagovori Černeta, da sprejme službo ljudskega zastopnika v taborišču, s tem skuša spodbiti Dolinarja, ki so ga ljudje že izvolili, vendar bodo volitve verjetno razveljavljene, ker jih niso prijavili taboriščni upravi. Servilni Černe je blažen, saj mu Mejač obljubi vrsto ugodnosti, od plače in posebne sobe do boljše in obilnejše hrane, Jamnika pa mu dodeli kot tajnika. Černe ves navdušen pove Jamniku za njuno srečo, a Jamnik se upre, spregledal je spletko: ni vlačuga, da bi za denar prodajal svojo čast, ponos in načela! Študenta mu zaploskata, Jamnik ju povabi v kantino na jedačo in pijačo. Osramočenemu Černetu Dana s priliznjenimi besedami vrne samozavest in ko se od kantine razležejo klici: Živijo Dolinar! Hočemo pravice! Demokracijo!, izjavi, da si ljudje želijo predvsem miru. Zato bo treba nemirne duhove odstraniti, razumete? Černe hočeš nočeš razume …